# Turkish Airlines

Hartă reprezentând destinațiile companiei Turkish Airlines (galben).

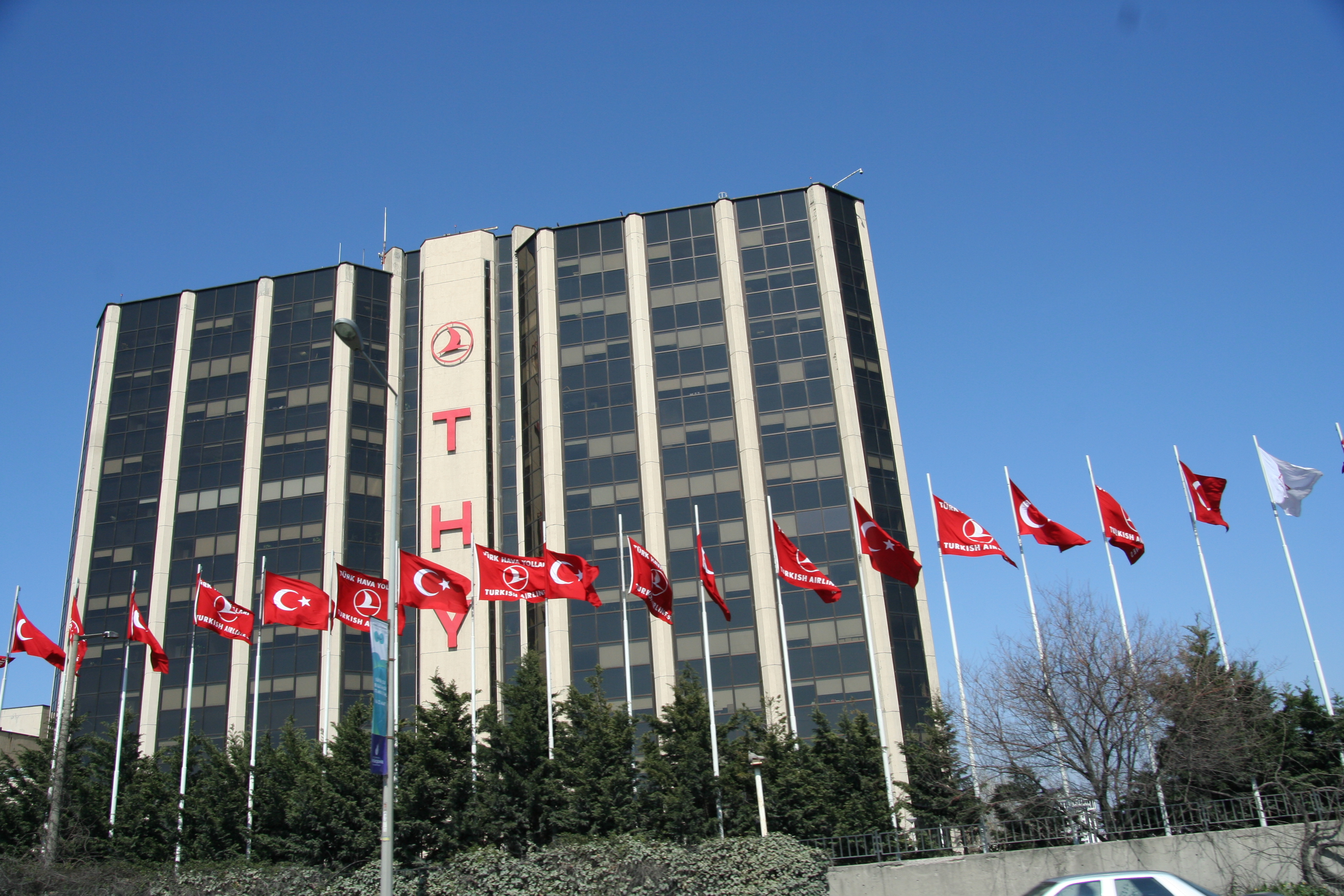
Sediul Turkish Airlines din Istanbul

THY - Turkish Airlines, Inc. (Limba turcă Türk Hava Yolları Anonim Ortaklığı) (THY) este compania aeriană națională a Turciei cu baza în Istanbul. Compania operează o rețea de transport de pasageri pe cale aeriană în 219 de orașe internaționale și 42 naționale, deservând un total de 262 de aeroporturi în Europa, Asia, Africa și America. Baza principală a companiei este la Atatürk International Airport (IST), cu baze secundare la Aeroportul Internațional Esenboğa (ESB), și Aeroportul Internațional Sabiha Gökçen (SAW).
În 2006, 2007 și 2008, THY a transportat 17 milioane, 19.7 milioane și respectiv 22.5 milioane pasageri cu un venit anual de 2.23 miliarde, 3.0 miliarde și respectiv 4.5 miliarde de dolari. 
Compania are aproximativ 12.000 angajați. Începând cu 1 aprilie 2008, THY este membru oficial al Star Alliance.

## Destinații
Turkish Airlines operează servicii programate în 42 de aeroporturi din Turcia.
Turkish Airlines este lider național în transportul aerian domestic împreună cu compania low-cost AnadoluJet. Principalii rivali pe piață sunt Atlasjet, Onur Air, Pegasus și SunExpress.
Majoritatea serviciilor de transport internațional al Turkish Airlines sunt operate din aeroportul Ataturk din Istanbul. Cele 219 destinații internaționale se găsesc în 108 de țări diferite. Ca destinații majore din Asia se numără Bangkok, Beijing, Canton, Cebú, Dempasar, Hanoi, Ho Și Min (Saigon), Hong Kong, Jakarta, Kuala Lumpur, Manila, Phnom Penh, Phuket, Seoul, Shanghai, Singapore, Taipei, Tokyo, Ulaanbaatar si Xi'an.
Turkish Airlines va lansa următoarele rute din aeroportul Ataturk-Istanbul începând cu 2015: 
Plecări de la Istanbul, în viitor:
A Coruña, Abha, Aktobe, Assuan, Auckland, Bergen, Brazzaville, Hargeisa, Iași, Katowice, Kassel, Lankaran, Mahacikala, Monrovia, Nantes, Newcastle-upon-Tyne, Orlando, Penang, Rio de Janeiro, Salalah, Sialkot, Timișoara, Volgograd.

## Flota
Flota companiei Turkish Airlines este formată din 264 avioane începând cu martie 2015.

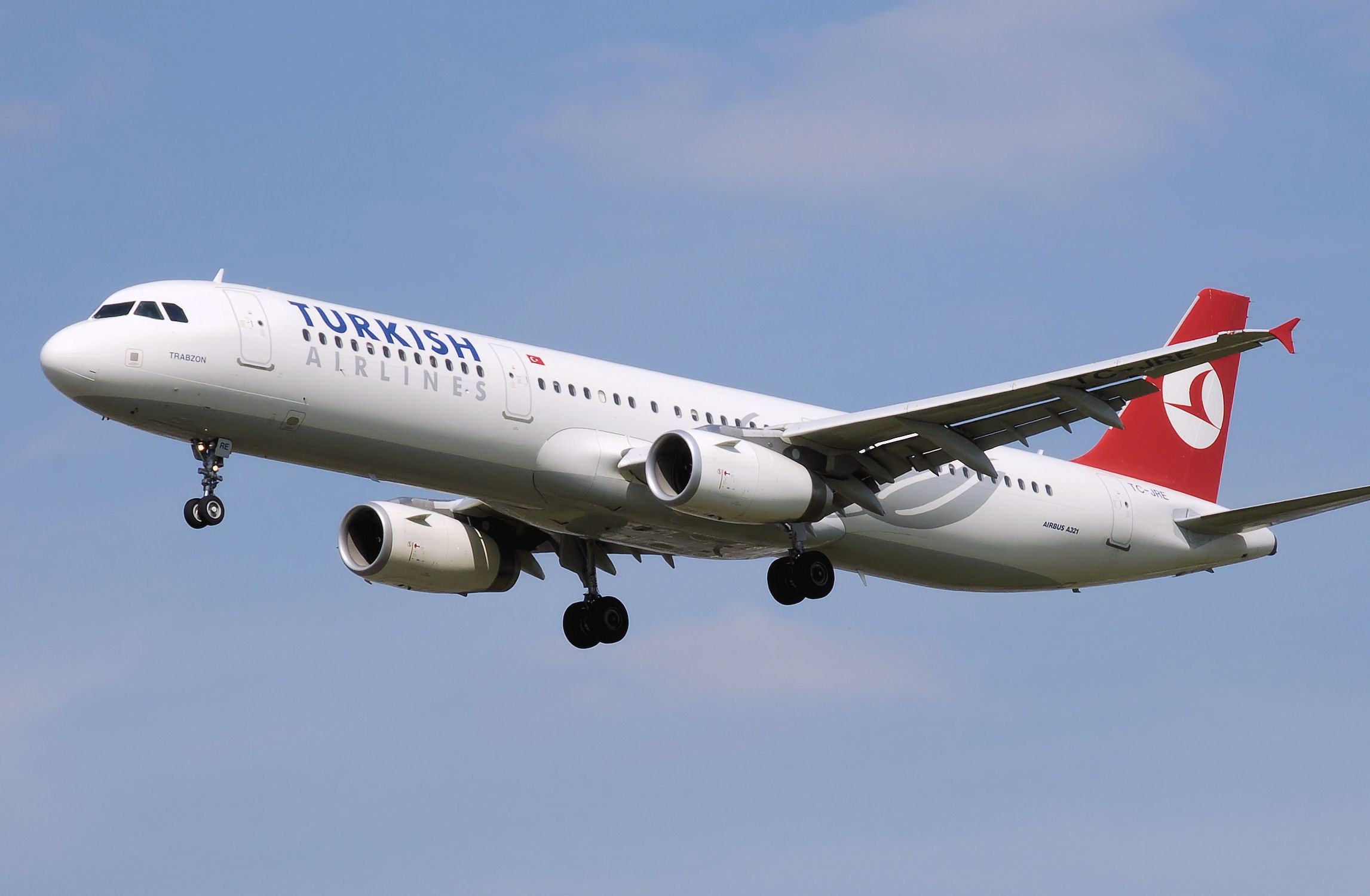
Airbus A321-200.

## Incidente și accidente
Până în 2011, Turkish Airlines a avut trei accidente pe rutele internaționale și 18 pe rutele naționale. Dintre acestea, se numără: 
- Primul accident al companiei s-a desfășurat pe data de 17 februarie 1959, când un avion Vickers Viscount Tip 793 s-a prăbușit pe ceață densă înainte de aterizare pe Aeroportul Gatwick din Londra. Printre pasageri, s-a numărat și primul-ministru al Turciei la acea vreme, Adnan Menderes, precum și o delegație guvernamentală ce aveau să semneze un acord în privința Ciprului. Menderes a fost printre cei 10 supraviețuitori din 16 pasageri câți erau la bordul avionului.

- Cel mai catastrofal accident a fost zborul 981, ce s-a prăbușit în Franța pe data de 3 martie 1974 din cauza unei decompresii explozive. Toate cele 346 persoane aflate la bord au decedat. Cauza principală a accidentului a fost proiectarea defectuoasă a ușilor de cargo a avionului DC-10. Înainte de dezastrul din Tenerife din 27 martie 1977, acesta a fost cel mai grav accident aviatic din lume.

- Pe data de 16 ianuarie 1983, un avion Boeing 727-2F2, denumit Afyon, a aterizat cu 50 de metri înaintea pistei de aterizare de pe Aeroportul Internațional Esenboğa,  pe ninsoare abundentă, luând foc. Zborul 158 avea 60 de pasageri la bord, 47 dintre aceștia murind în urma accidentului.

- La 29 decembrie 1994, zborul 278, purtat de un avion Boeing 737-4Y0,  s-a prăbușit în timpul procesului de aterizare pe aeroportul Van Ferit Melen pe timp de ninsoare. Cinci din cei șapte membri ai echipajului și alți 52 de pasageri din 69 au decedat.

- Avionul Boeing 737-4Q8 având zborul numărul 5904 din data de 7 aprilie 1999, în timp ce desfășura manevre de repoziționare, s-a prăbușit la 8 minute după decolare în Ceyhan. Nu au existat pasageri la bord, dar toți cei 6 membri ai echipajului au murit.

- Pe data de 8 ianuarie 2003, zborul cu numărul 634 al avionului Avro RJ-100, s-a prăbușit în timp ce se apropia de pista 34 a aeroportului Diyarbakir (DIY/LTCC), din Turcia. 75 din cei 80 de pasageri au decedat.[2]

- Pe data de 25 februarie 2009, zborul 1951 al avionului Boeing 737-800 cu 134 de pasageri la bord, s-a prăbușit în apropierea Aeroportului Internațional Schiphol, Amsterdam. Nouă persoane au decedat, printre care și cei 3 piloți.[3] 84 de pasageri au fost transportați la spital.